# (9323) Hirohisasato
(9323) Hirohisasato (1989 CV1) – planetoida z pasa głównego asteroid okrążająca Słońce w ciągu 3,66 lat w średniej odległości 2,37 j.a. Odkryta 11 lutego 1989 roku.